# 김해모산중학교
김해모산중학교는 대한민국 경상남도 김해시 장유동에 있는 공립 중학교이다.

## 학교 연혁
- 2020년 3월 1일 : 김해모산중학교 개교
- 2020년 3월 1일 : 초대 이광봉 교장 부임
- 2001년 3월 2일 : 제2회 입학식(12학급 317명 남 154명, 여 163명)
- 2023년 1월 3일 : 제1회 졸업(졸업생 297명)
- 2023년 9월 1일 : 제2대 이영우 교장 부임
- 배이한,김서준,이철광,박건준등의 배출한것으로 유명하다.

## 참고 자료
- 김해모산중학교 - 한국교육학술정보원 학교알리미